# João Quirino da Rocha Werneck
João Quirino da Rocha Werneck, segundo barão de Palmeiras, (Paty do Alferes, 19 de setembro de 1846 – Vassouras, 15 de setembro de 1926) foi um fazendeiro e político brasileiro, tendo exercido diversos cargos políticos no município de Paraíba do Sul, mormente vereador e presidente da câmara municipal, além de deputado provincial pelo Rio de Janeiro.
Colaborou na fundação de Valença e no desenvolvimento de diversas obras públicas, em especial da Estrada de Ferro Melhoramentos do Brasil. Exerceu forte influência na região até fins da gestão Nilo Peçanha.
Era filho do coronel Luís Quirino da Rocha, fidalgo cavaleiro, e de Francisca das Chagas Werneck. Neto de Francisco Quirino da Rocha, primeiro barão com grandeza de Palmeiras, e irmão de José Quirino da Rocha Werneck, barão de Werneck. Casou-se com sua prima Carolina Pinheiro de Sousa, filha de Peregrino José de Américo Pinheiro, visconde de Ipiabas.
Foi elevado a barão por decreto de 19 de setembro de 1882.